# Uso off label

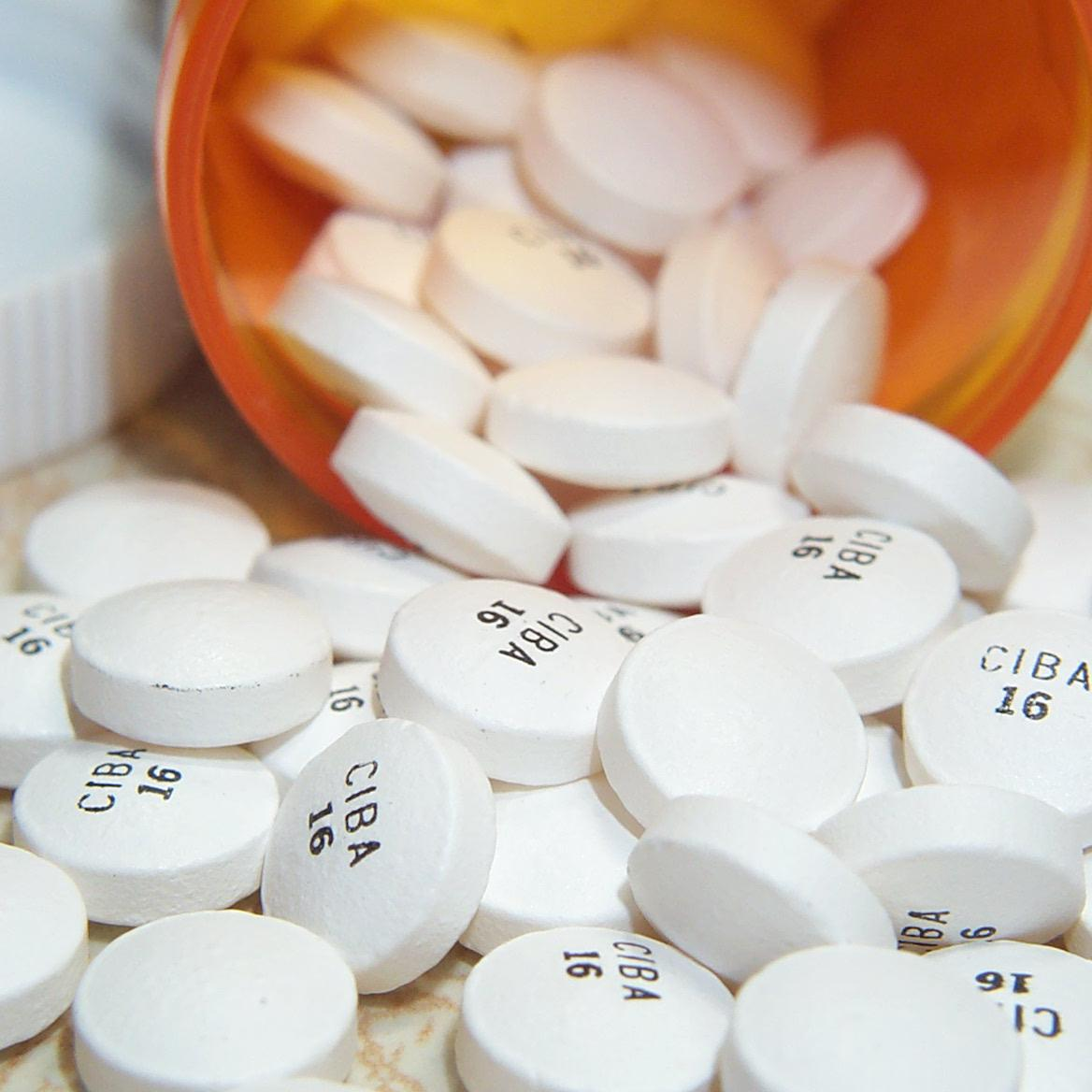
Ritalin-SR(methylphenidate) Estimulante do SNC com uso off label, em alguns países, no tratamento de crianças com transtornos comportamentais, narcolepsia, dentre outros usos.

O uso off label é o uso de drogas farmacêuticas que não seguem as indicações homologadas para aquele fármaco.
Quando um medicamento é aprovado para uma determinada indicação isso não implica que esta seja a única possível, e que o medicamento só possa ser usado para ela. Outras indicações podem estar sendo ou vir a ser estudadas. Estudos concluídos ou realizados após a aprovação inicial podem, por exemplo, ampliar o uso do medicamento para outra faixa etária, para uma fase diferente da mesma doença para a qual a indicação foi aprovada, ou para uma outra doença.
Quando um medicamento é comercializado e existem possíveis indicações ainda não aprovadas, pode ocorrer de um médico querer prescrever o medicamento para o seu paciente. Podem também seguir situações de um médico querer tratar pacientes que tenham uma certa condição que, por analogia com outra semelhante, ou por base fisiopatológica, ele acredite possam vir a se beneficiar de um determinado medicamento não aprovado para ela.
Quando o medicamento é empregado nas situações descritas acima está caracterizado o uso off label do medicamento, ou seja, o uso não aprovado, que não consta da bula.
O uso off label não é ilegal, pois o medicamento foi registrado e homologado em agência reguladora. O que pode ocorrer é utilização de fármaco de forma diversa da estabelecida na bula. Essa utilização é feita por conta e risco do médico que o prescreve, e pode eventualmente vir a caracterizar um erro médico, mas em grande parte das vezes trata-se de uso essencialmente correto, apenas ainda não aprovado.